# Dolmen de Fontanaccia
Le dolmen de Fontanaccia est un dolmen situé sur la commune de Sartène, dans le département de la Corse-du-Sud en France.

## Historique
Le dolmen est mentionné pour la première fois par Prosper Mérimée, dans ses Notes d'un voyage en Corse publiées en 1840, sous le nom de Stazzona del Diavolo (la « Forge du Diable »). Il en donne les dimensions et en publie un dessin. En 1883, Adrien de Mortillet, à l'occasion de sa mission en Corse pour la sous-commission des monuments mégalithiques, le décrit comme le «  monument le plus beau et le mieux conservé des dolmens de Corse », qualificatif qui sera systématiquement repris tel quel jusqu'à aujourd'hui,,. De Mortillet accompagne sa description détaillée du monument de dessins, de mesures qui seront systématiquement reprises par la suite et de photos. En 1911, Louis Giraux mentionne deux autres tombes mégalithiques et un alignement mégalithique dans les environs,. En 1964, à l'occasion des fouilles du site voisin d'I Stantari, Roger Grosjean fait défricher le monument recouvert par le maquis. En 2012-2013, une fouille programmée du site permet d'y faire quelques observations complémentaires.
L'édifice fait l'objet d'un classement aux monuments historiques depuis 1889. 

## Description
Le dolmen a été construit sur une petite hauteur. Il est composé de sept montants correspondant à trois orthostates latéraux qui se sont fissurés avec le tempset d'une table de couverture. De Mortillet a nommé les dalles de A à H dans le sens inverse des aiguilles d'une montre :
| Dalle      | Hauteur | Largeur | Épaisseur | Poids estimé |
| ---------- | ------- | ------- | --------- | ------------ |
| A          | 1 m     | 1,20 m  | 0,32 m    | 0,95 t       |
| B          | 1,82 m  | 2,40 m  | 0,43 m    | 4 t          |
| C (chevet) | 1,70 m  | 1,12 m  | 0,20 m    | 0,95 t       |
| D          | 1,78 m  | 1,62 m  | 0,30 m    | 2 t          |
| E          | 1,77 m  | 1 m     | 0,40 m    | 1,5 t        |
| F          | 1,70 m  | 1,15 m  | 0,36 m    | 1,75 t       |
| G          | 1,62 m  | 1,20 m  | 0,35 m    | 1,5 t        |
| H (table)  | 3,50 m  | 3 m     | 0,25 m    | 6,5 t        |

La chambre est de forme trapézoïdale. Elle mesure 2,60 m de long pour une largeur de 1,80 m au fond et 1,35 m à l'entrée. La hauteur sous dalle est au maximum de 1,70 m. Les dalles E, F et G sont issues d'une unique dalle plus grande. Les dalles ont été régularisées. Toutes les dalles sont en granite alors que le sous-sol rocheux local est en dolérite, cette roche n'a été utilisée que sous forme de blocs de calage des orthostates. Aucune trace d'un tumulus et aucun vestige de couloir n'ont été découverts.
De Mortillet signale que la chambre était déjà vide lors de sa visite et la fouille de 2012-2013 n'a révélée aucune trace de dépôt.
Les alignements mégalithiques d'I Stantari et de Rinaghju sont situés à respectivement environ 300 m au nord-est et 400 m au sud-est du dolmen.